# Quận Paulding, Georgia
Quận Paulding là một quận trong tiểu bang Georgia, Hoa Kỳ. Quận lỵ đóng ở thành phố Dallas 6. Theo điều tra dân số năm 2000 của Cục điều tra dân số Hoa Kỳ, quận có dân số người 2. Năm 2007, ước tính dân số quận này là 81.678 người, ước tính dân số năm 2007 là 127.906 người. 
Quận này thuộc vùng đô thị Atlanta (Atlanta-Sandy Springs-Marietta).

## Địa lý
Theo Cục điều tra dân số Hoa Kỳ, quận này có diện tích 816 ki-lô-mét vuông, trong đó có km2 là diện tích đất, 5 km2 là diện tích mặt nước.

### Các xa lộ
- U.S. Highway 278
- Georgia State Route 61
- Georgia State Route 92
- Georgia State Route 101
- Georgia State Route 113
- Georgia State Route 120